# Корюковка
Корю́ковка (укр. Корю́ківка) — город в Черниговской области Украины. Административный центр Корюковского района. Расположен в северной части области, в 86 км от Чернигова, на берегу реки Бреч (приток реки Снов).
Корюковка находится на пересечении автодорог областного и местного значения, по которым осуществляется автобусная связь с областным центром и соседними городами: Сновском, Меной, Семёновкой, Новгородом-Северским и населёнными пунктами Корюковского района. По территории Корюковского района проходят пять дорог общего пользования местного значения, все имеют твёрдое покрытие (Т-25-12, Т-25-19, Т-25-32, Т-25-34, Т-25-36).
Решением Верховного Совета УССР № 1303-XII от 5 июля 1991 года село Милейки было включено в черту города Корюковка без сохранения статуса.

## История

### 1657—1917
Селение основано в 1657 году казаком Омельяном Карукой (отсюда и произошло название). В 1657 году в поисках свободной от помещиков земли, переселенцы с Правобережной Украины во главе с казаком Омельяном Карукой облюбовали для себя надежно защищённое лесами место и основали небольшое поселение — Корюковку.
Существует другая версия, которая имеет вполне реальные основания, но не отрицает, что именно О. Карука основал поселение. Российское государство, часто воевало и содержало большую армию, большую часть которой составляла конница, требовалось значительное количество кожи для доспехов лошадей упряжью. Чтобы дубить кожу необходимо много дубовой коры. Значительную часть лесов Корюковщины составляли могучие дубы. Заготовителей дубовой коры звали корукамы, поскольку их производственным орудием была карука. По толковому словарю Б. Гринченко: Карук (местное Карюк).
Периодически принадлежала гетманам Самойловичу, Мазепе, черниговскому полковнику П. Полуботку. В середине XIX века иностранный предприниматель Карл Раух основал здесь винокуренный и сахарный заводы. В 1871 году на Корюковском сахарном заводе было занято 600 человек. Оба завода приобрел капиталист Лазарь Бродский. В 1882 году продукция Корюковских сахароваров была отмечена золотой медалью Всероссийской выставки в Москве, а через 18 лет они привезли самую высокую награду из Всемирной выставки в Париже.
В 1880 году открыто одноклассное училище. В 1882 году построена деревянная Вознесенская церковь.
В 1884 году в связи со строительством железной дороги, Корюковка становится железнодорожной станцией.
В 1886 году открыта церковно-приходская школа.
В 1896 году в Корюковке открылась земская школа.
В 1904 году начала работу больница.

### 1918—1940
12 января 1918 года в посёлке была установлена советская власть.
В 1920 население Корюковки составляло около 6 тысяч человек.
По данным переписи 1926 года, украинцы составляли 79,8 % населения Корюковки, евреи — 10,8 %, русские — 8,5 %. Украинский язык родным назвали 47,6 % населения города, еврейский — 8,0 %, русский — 41,4 %.
В 1931 году начала выходить районная газета «Маяк».

### 1941—1945
В июле 1941 года, в связи с приближением линии фронта, началась подготовка к развёртыванию партизанского движения в районах Черниговской области. Корюковский район должен был стать одним из центров партизанского движения, в дополнение к создаваемым здесь подпольным группам и Корюковскому партизанскому отряду в урочище Гулино Корюковского района был направлен созданный в соответствии с директивой от 18 июля 1941 года областной партизанский отряд Черниговской области.
5 сентября 1941 года Корюковка была оккупирована наступавшими немецкими войсками, в дальнейшем здесь был размещён немецкий гарнизон. В соответствии с распоряжением немецких оккупационных властей в райцентре был назначен бургомистр Барановский и началось создание подразделения вспомогательной полиции. В дальнейшем, по распоряжению немцев всё оборудование находившегося в Корюковке сахарного завода было демонтировано и вывезено в Германию.
В сложных условиях первых месяцев оккупации, когда часть подпольных и партизанских групп были выявлены и уничтожены либо прекратили деятельность, Корюковский партизанский отряд продолжал действовать (в дальнейшем, областной партизанский отряд Черниговской области, Корюковский, Холменский, Перелюбский и Рейментаровский партизанские отряды объединились вместе с группами «окруженцев» РККА в партизанское соединение под командованием А. Ф. Фёдорова).
В период немецкой оккупации в райцентре действовала советская подпольная организация, одним из получивших широкую известность мероприятий которой стала акция 6 декабря 1941 года, когда проникшие на разрушенный сахарный завод подпольщики Пётр Романов и Иван Полищук разбросали через 50-метровую трубу заводской котельной 1000 листовок (погода была пасмурной, и солдаты гарнизона, решив, что листовки разбросали с самолёта, начали прятаться, ожидая бомбардировки с воздуха).
После неудачной операции по ликвидации партизан, немцы расстреляли 215 человек, ещё 180 жителей района (среди которых были родственники партизан) были доставлены в Корюковку и помещены в тюрьму. Среди арестованных были родственники партизан.

#### Корюковская трагедия
28 февраля 1943 года партизаны соединения А. Ф. Фёдорова провели операцию по разгрому немецко-полицейского гарнизона в Корюковке и освобождению заложников. Операцию по штурму Корюковки разработал начальник штаба соединения Дмитрий Иванович Рванов. В соответствии с планом операции, партизаны скрытно подобрались к окраинам райцентра и на рассвете — одновременно с трёх сторон атаковали гарнизон. После начала атаки артиллерийским огнём партизан был разрушен один из двух построенных в райцентре дзотов. В ходе штурма заложники были освобождены, гарнизон райцентра — уничтожен (были убиты свыше 300 солдат и полицейских). В отделении банка были изъяты и сожжены находившиеся в сейфах денежные средства (немецкие оккупационные марки и 320 тыс. советских рублей, которые оккупационные власти использовали для расчётов с населением).
В ответ, по приказу генерал-лейтенанта Хойзингера, 1-2 марта 1943 райцентр был уничтожен (были сожжены 1390 домов, погибли более 7000 местных жителей) — самая массовая расправа над мирным населением во время Второй мировой войны. Известны и другие оценки количества жертв Корюковской трагедии — 1700 человек. По оценкам ныне живущего участника событий, Игоря Макаровича Сидоренко, количество жертв превысило 7500 человек.

### 1946—1991
По состоянию на начало 1953 года, в Корюковке действовали фабрика технической бумаги, маслодельный и лесопильный заводы, лесоучасток, три средние школы (две украинская и одна русская), Дом культуры и две библиотеки.
31 марта 1958 года Корюковка получила статус города.
К началу 1980-х годов в Корюковке работали фабрика по производству технической бумаги, картонажно-полиграфическая фабрика, мебельная фабрика, завод хозяйственных изделий, маслодельный завод, завод по производству костной муки, лесхоззаг, райсельхозтехника, имелись три общеобразовательных и одна музыкальная школа, три библиотеки, музей, кинотеатр, больница, два дома культуры и дом быта.

### После 1991
В 1993 году Киевским институтом «Киевднепргород» был разработан генеральный план застройки Корюковки, согласно которому границы города должны были быть изменены (в частности, село Милейки Корюковского района должно было быть включено в границы города). Однако план не был утвержден городским советом.
Осенью 2012 года в Корюковке был произведён капитальный ремонт районной поликлиники.
27 февраля 2022 года в Корюковке в ходе вторжения России в Украину российские танки были приостановлены живой цепью из протестующих против российского вторжения жителей города.

## Население
По данным переписи 1926 года, украинцы составляли 79,8 % населения города, евреи — 10,8 %, русские — 8,5 %.
По данным переписи 2001 года, украинцы составляли 95,79 % населения Корюковки, русские — 3,39 %.

### Языковой состав
По данным переписи 1926 года, украинский язык родным назвали 47,6 % населения Корюковки, еврейский — 8,0 %, русский — 41,4 %.
Родной язык населения по данным переписи 2001 года:
| Язык       | Численность, чел. | Доля     |
| ---------- | ----------------- | -------- |
| Украинский | 13 487            | 95,35 %  |
| Русский    | 613               | 4,33 %   |
| Другое     | 45                | 0,32 %   |
| Итого      | 14 145            | 100,00 % |

Украинский язык является основным и единственным официальным языком Корюковки.
По данным Государственной службы статистики Украины в 2024/25 учебном году все 85 926 учащихся в учреждениях общего среднего образования в Черниговской области обучались в украиноязычных классах.

## Современное состояние
Корюковка является привлекательной в инвестиционном плане благодаря наличию лесных массивов, кварцевого песка, глины, торфа.
В Корюковке существует ряд предприятий, крупнейшими из которых являются акционерное общество «Корюковская фабрика технических бумаг» (построена на месте сожженного в годы Великой Отечественной войны сахарно-рафинадного завода), государственное предприятие «Корюковское лесное хозяйство», производственный сельскохозяйственный кооператив им. Горького и другие. Действующих предприятий малого бизнеса в городе 73. Предпринимательской деятельностью занимаются 639 физических лиц. В городе работает 100 торговых предприятий, из них 26 — потребительской кооперации.
В Корюковке действует гимназия, две ООШ I—III степеней, две ООШ I степени, в которых обучается 1850 учащихся, школа искусств, музыкальная школа, спортивная школа, два детских сада, в которых воспитывается 400 детей, центральная районная больница на 220 койко-мест, аптеки, два дома культуры на 800 мест, две библиотеки, исторический музей, стадион «Авангард». Издается районная газета «Маяк», действует районное радиовещание, отделения коммерческих и сберегательных банков.

## Известные уроженцы и жители

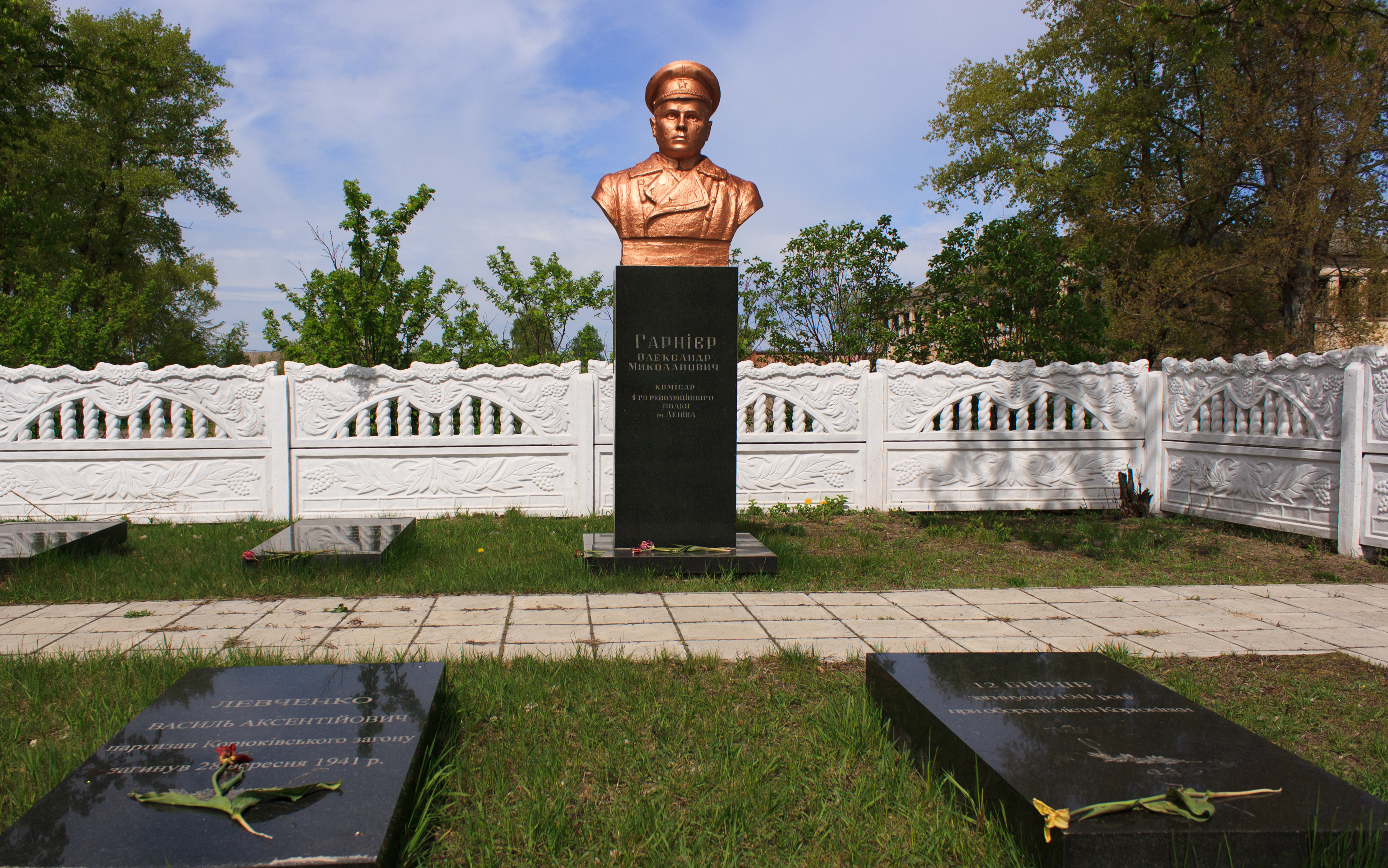
Бюст А. Гарниера в с. Корюковка

- Виленский, Зиновий Моисеевич (1899—1984) — скульптор-портретист, народный художник СССР
- Гарниер, Александр Николаевич (1896—1921) — революционер, матрос Балтийского флота, участник октябрьской революции 1917 года.
- Дудко, Фёдор Михайлович (1911—1940) — танкист, Герой Советского Союза.
- Зубреева, Мария Абрамовна (1900—1991) — советский художник
- Корниевский, Александр Самойлович (1889—1988) — кобзарь-виртуоз и музыкальный мастер
- Тихоновский, Алексей Лаврентьевич (1935—2007) — украинский советский ученый в области вакуумной металлургии
- Максюта, Юрий Иванович (1918—1990) — контр-адмирал ВМФ СССР, первый командир Плавучего измерительного комплекса Министерства обороны СССР.

## Климат
Умеренный, с достаточным увлажнением. Среднегодовое количество осадков составляет 614 мм, в том числе в тёплый период — 439 мм. Среднегодовая температура воздуха — 7,2 °С. Абсолютный максимум температуры воздуха составляет 42 °С, а минимум — 35 °С.

## Планировочная структура города
Планировочная структура города имеет усложнённый многолучевой вид. Территория застроена довольно неравномерно, наиболее плотно в центральной части города. Здесь, кроме кварталов мало- и многоэтажной застройки, сконцентрированы все заведения обслуживания общегородского и районного значения, административные, культурно-образовательные, медицинские объекты. В многоквартирной жилой застройке центра сложился комплекс учреждений повседневного обслуживания (дошкольные, школьные, торговые и т. п.).
По уровню инженерного обустройства части Корюковки значительно отличаются. Так центральная часть города и двухэтажная застройка на север от центра обеспечена всеми видами инженерного благоустройства. Западная и восточная части не полностью охвачены системой водоснабжения.

## Достопримечательности
- Мемориал в честь сопротивления населения фашистам — памятник истории местного значения
- Памятный знак на месте формирования Корюковского партизанского отряда